# (55637) 2002 UX25
(55637) 2002 UX25 es un objeto del cinturón de Kuiper que orbita alrededor del Sol a 42 UA de distancia, descubierto por Spacewatch el 30 de octubre de 2002 desde el Observatorio Nacional de Kitt Peak. Es candidato a la categoría de planeta enano.
Se incluye dentro de la categoría de los cubewanos y tiene un diámetro de entre 810 y 910 km. Es uno de los objetos del cinturón de Kuiper de mayor tonalidad roja en su superficie, además de poseer un satélite, la órbita del cual está aún por determinar.

## Designación y nombre
Designado provisionalmente como 2002 UX25.

## Satélite
El descubrimiento de un nuevo satélite permitió dar más información del cuerpo (55637) 2002 UX25. Este descubrimiento fue informado el 22 de febrero de 2007. Este satélite pudo ser detectado gracias al telescopio espacial Hubble, en agosto de 2005. El satélite fue encontrado a 0.16 segundos de arco del cuerpo principal, con una magnitud aparente del 2.5. Orbita a una distancia de 4770 ± 40 km.